# Isbi-Erra
Isbi-Erra (sumer diš-bi-ir3-ra, išbi-ìrra) a Dél-Mezopotámia felett uralkodó I. íszíni dinasztia alapítója, első uralkodója (középső kronológia: i. e. 2017 – i. e. 1985) volt. Pályafutását Ibbí-Szín – a III. uri dinasztia utolsó uralkodója – katonai parancsnokaként kezdte. Sikerült tőle birodalmának egy részét megszereznie, majd fölébe kerekednie. Isbi-Erra a feliratokban „mári férfi”-ként szerepel, a már letelepedett amurrúk közül került ki.

## Uralomra jutása
A III. uri dinasztia utolsó uralkodója, Ibbí-Szín súlyos harcokat folytatott délkeleten Elám, északnyugaton pedig a nomád amurrúk ellen, akik sikeresen áttörték az Ibbí-Szín apja, Su-Szín által épített védművet, a „nomád falat” és egymás után foglalták el Akkád és Sumer városait. 
Isbi-Erra Ibbí-Szín egyik katonai parancsnoka volt, aki elámi hadjárata idején Ibbí-Szín északra küldött mintegy 600 kg ezüsttel, hogy gabonát vásároljon. Isbi-Erra az ezüst feléért 144 000 hektoliter gabonát vásárolt, de a királynak azt írta, hogy az egészet elköltötte. Arra hivatkozva, hogy a nomádok elleni harchoz hajókra és biztonságos kikötőkre van szüksége, kineveztette magát Íszín és Nippur helytartójává (enszi). Nippurral kezébe került Sumer vallási központja, az Enlil-szentély, aminek birtokában magát ismertethette el legitim uralkodónak. Követeket küldött a különböző városok enszijeihez, akik elismerték őt, azok megtarthatták hivatalukat, akik nem, azokat fogságra vetette. Isbi-Erra Íszínt választotta fővárosául, ahol megalapította az I. íszíni dinasztiát.

## Uralkodása
Sumer és Akkád városi helytartói eleinte részben kivárásra rendezkedtek be, vajon melyik rivális bizonyul az erősebbnek. Ekkoriban írt Puzris-Dagan, Kazallu enszije Ibbí-Színnek, hogy már nem sokáig tud ellenállni Isbi-Errának. Lassan azután a mérleg nyelve Isbi-Erra felé billent, Ibbí-Szín visszaorult Urba és annak közvetlen környékére, de Isbi-Erra valamiért sohasem támadta meg Ibbí-Színt, akinek a végzetét végül az elámiak inváziója okozta. Őket nagy nehezen Isbi-Erra visszaverte saját területéről, de Urt elfoglalták, és Ibbí-Színt magukkal hurcolták Ansanba. Urban helyőrséget hagytak, de néhány év múlva Isbi-Erra megostromolta Urt, elűzte az Elámiakat és ezzel újra egyesítette Sumert és Akkádot a saját uralma alatt. 
Nem sikerült azonban helyreállítania a III. uri dinasztia birodalmát, Elám önállósodott, Észak-Mezopotámia pedig az amoriták uralma alá került, akik dél felé nyomulva az ő és utódai birodalmát is veszélyeztették. Az amoriták hamarosan önálló városkirályságokat alakítottak ki, köztük a legfontosabb Szumuabum Babilonja.